# Flughafen Kannur

i8
i11
i13
Der ca. 76 m hoch gelegene Flughafen Kannur (englisch Kannur International Airport, IATA-Code: CNN, ICAO-Code: VOKN) ist ein ausschließlich zivil genutzter Flughafen gut 28 km (Fahrtstrecke) östlich der Stadt Kannur (ehemals Cannanore) im südindischen Bundesstaat Kerala.

## Geschichte
Bereits in den 1930er Jahren gab es ein Flugfeld für Flüge nach Goa und Mumbai. Ende des 20. Jahrhunderts wurde der Ruf nach einem größeren Flughafen immer lauter; schließlich wurde im Jahr 2008 die behördliche Genehmigung erteilt und zwei Jahre später begannen die Arbeiten. Die Einweihung des Flughafens und die Aufnahme des Flugbetriebs erfolgten im Jahr 2018.

## Verbindungen
Es bestehen nationale Verbindungen zu zahlreichen indischen Städten wie Delhi, Mumbai, Chennai, Hyderabad, Bangalore, Kochi, Hubballi-Dharwad, Goa, Thiruvananthapuram. Eine ebenso große Rolle spielen internationale Flüge in die Staaten am Persischen Golf, wo viele Inder als Gastarbeiter tätig sind.

## Sonstiges
- Betreiber des Flughafens ist die Kannur International Airport Limited.
- Es gibt eine Start- und Landebahn mit 3050 m Länge.